# Johann Deutsch (Politiker)
Johann Deutsch (* 24. September 1932 in Deutsch Bieling, Gemeinde Heiligenbrunn; † 12. November 1990 in Güssing) war ein österreichischer Politiker (ÖVP) und Landwirt. Deutsch war von 1968 bis 1972 Mitglied des Bundesrates und von 1972 bis 1977 Abgeordneter zum Burgenländischen Landtag. 

## Leben
Deutsch wurde als Sohn des Landwirts Josef Deutsch geboren und besuchte nach der Volksschule Deutsch Bieling die Hauptschule in Güssing. Danach absolvierte er die landwirtschaftliche Fachschule Güssing und war beruflich als Landwirt tätig.

## Politik
Deutsch übernahm 1967 die Funktion des Bezirksbauernbundobmanns im Bezirk Güssing und wirkte zwischen 1967 und 1970 als Vizebürgermeister sowie Bürgermeister von Deutsch Bieling. Nach der Vereinigung mehrerer Gemeinden wurde Deutsch 1971 Bürgermeister der neu entstandenen Großgemeinde Heiligenbrunn, wobei er diese Funktion bis 1982 ausübte. Danach war er bis 1987 als Gemeinderat aktiv. Deutsch war zudem vom 24. April 1968 bis zum 17. Februar 1972 Mitglied des Bundesrates und rückte am 21. Februar 1972 für Josef Wiesler in den Burgenländischen Landtag nach, dem er bis zum 27. Oktober 1977 angehörte. 